# Ałupka

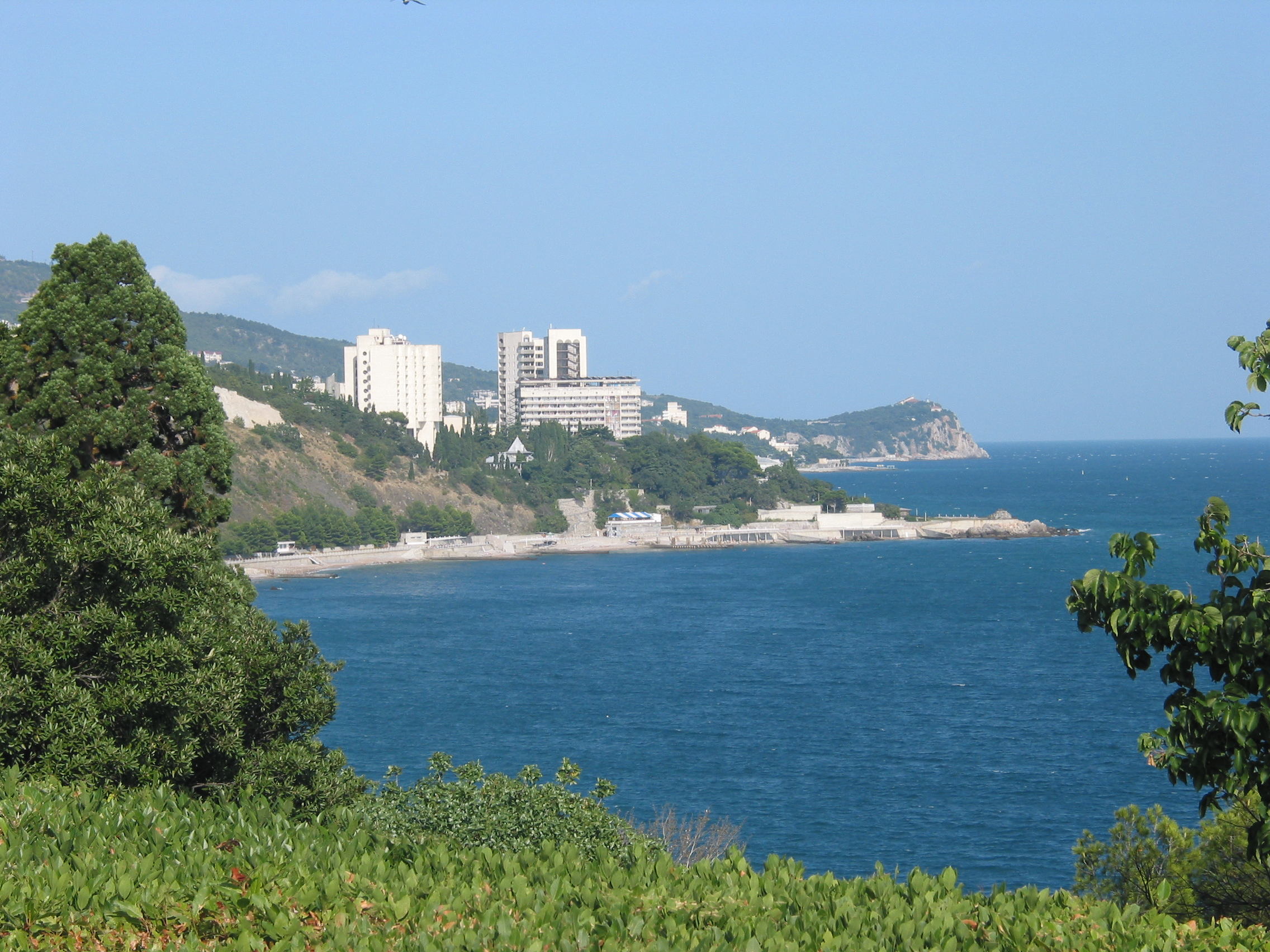
Wybrzeże

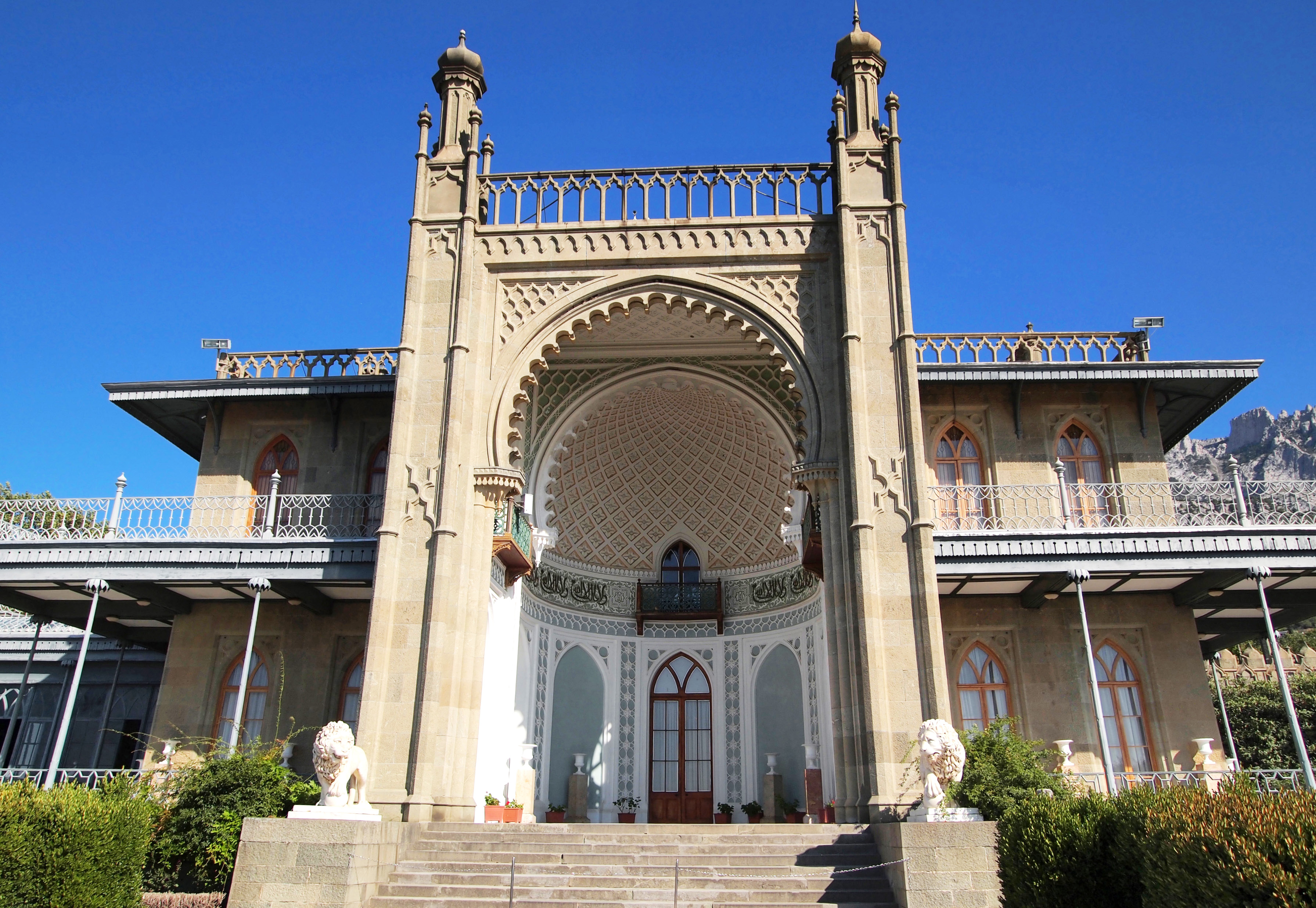
Pałac Woroncowa w Ałupce

Ałupka (ukr. Алупка, krm. Alupka, ros. Алупка) – miasto na Ukrainie, w Republice Autonomicznej Krymu, nad Morzem Czarnym, 17 km na południowy zachód od Jałty; około 8,7 tys. mieszkańców.

## Pałac Woroncowa w Ałupce
W Ałupce znajduje się pałac księcia Woroncowa wraz z dużym parkiem pałacowym. Zespół ten uważany jest za jedną z głównych atrakcji turystycznych Krymu. Pałac budował od 1828 do 1848 architekt Edward Blore, znany z rozbudowy Pałacu Buckingham. Pałac powstał w stylu eklektyzmu, głównie z wykorzystaniem neogotyku na fasadzie północnej i architektury wzorowanej na indyjskiej i mauretańskiej na fasadzie południowej. Do budowy wykorzystano miejscowy diabaz.
Park zaprojektował i nadzorował budowę niemiecki ogrodnik Karl Kebach.
Po rewolucji październikowej i ostatecznym upadku władzy białych pałac upaństwowiono. W czasie konferencji jałtańskiej pałac w Ałupce był siedzibą delegacji brytyjskiej, na czele z Churchillem. Efektowny wygląd pałacu sprawił, iż w 1985 ekipa realizująca film Podróże pana Kleksa, wybrała go jako obiekt zdjęciowy, który „zagrał” pałac króla Apolinarego Baja, władcy fikcyjnej krainy filmowej – Bajdocji.